# ستينغ (مصارع)
ستيف بوردن (بالإنجليزية: Steve Borden)‏ ، من مواليد 20 مارس 1959م، عرف باسم ستينغ هو مصارع أمريكي اشتهر في عالم المصارعة وقد اشتهر أكثر في دبليو سي دبليو، حيث أصبح هناك بطل العالم للوزن الثقيل.و كان أول ظهور له في WWE في عرض سرفايفر سيريس والذي كان صدمة للجماهير حيث ساعد فريق جون سينا للفوز على فريق السلطة وقام بتنفيذ ضربته القاضية على تربل اتش وأيضا خسر أول مواجهة له في WWE ضد تربل اتش في رسلمينيا 31

## بداية مسيرته في UWF عام 1985
المسيرة المهنية/ بدا ستينغ مسيرته في عالم المصارعة مع المصارع المعروف The Ultimate Warrior أولتيمت واريور حيث كونا معا فريق قوي باسم The Blade Runners.
في اتحاد UWF لكن الشراكة لم تدم كثيرا فقد ترك واريور ستينغ لوحدة وذهب لدبليو دبليو اف (دبليو دبليو أي حاليا).
وقد تشارك ستينغ بعد ترك واريو مع المصارع المشهور Rick Steiner.

## الانتقال لـWCW
بعد الانفصال في اتحاد يو دبليو اف تكون اتحاد جديد اسمه دبليو سي دبليو وهو المعروف لدى الكل وقد كان ستينغ ممن التحق بالاتحاد لاحقاً، وقد دخل عداوته المشهورة مع ريك فلير
وقد تقابلا عدة مرات في عدة مهرجانات أشهرها لقاء Great American Bash ولقاء مهرجان Clash of the Champions عام 1988 لكن العلاقة لم تبق بين الاثنين علاقة عداوة حيث تحولت إلى علاقة محبة وصداقة بعد دخول ستينغ عداوة أخرى مع المصارع لكس لوغر
مسيرته في دبليو سي دبليو/ بعد الانفصال الأول في اتحاد يو دبليو اف نشأ اتحاد سمي بتي ان ايه ولكن هذا الاتحاد أيضا حصل به مشاكل وتم الاتفصال به حيث كانت ولادة الاتحاد الذي نافس اتحاد دبليو دبليو أي وقتها بالمباريات والمهرجانات وأحيانا تغلب عليه.
انضم ستينغ إلى دبليو سي دبليو ليدافع عن لقبه الجديد الذي صار اسمه/WCW World Heavyweight Champion، وقد كان ستينع قد غير شكله وغطى وجهه كله بالطلاء حيث كان على وجهه وجه الطفل وقد غير ملابسه واتى بحلة جديدة وشخصية جديدة أقوى من الأولى عرفت فيما بعد باسم المصارع العقرب.
وفي عام 1994 دخل هولك هوغان المصارع المحبوب ذو الشعبية العالية في ذلك الوقت ومحبوب الملايين إلى اتحاد دبليو سي دبليو بعد أن ساءت العلاقة في دبليو دبليو أي وكان انضمام هوغان دفعة قوية للاتحاد ولاشتهاره وكانت له قصة مع ستينغ حيث تشاركا معاً في فريق ولعبا مباراة ضد فريق Dungeon of Doom.
رجوع العداوة القديمة/ بعد فترة قضاها ستينغ في دبليو سي دبليو حقق نجاحاً كبيراً بالاتحاد الكل نسي عداوته مع فلير التي كانت في أن دبليو ايه لكن في إحدى المباريات التي كانت بين ستينغ وفلير ضد Arn Anderson وBrian Pillman. وفي أثناء المباراة تخلى فلير عن ستينغ وتركه وحيداً لمواجهة الاثنين ولكن ستينغ استطاع الصمود وعندما كان قريبا من الفوز فوجئ بفريق الفرسان الأربعة يدخلون الحلبة ويضربونه وفقد اتى فلير للانتقام من ستينغ إلا أن لكس لوغر الصديق القديم جاء لمساعدة ستينغ.
عداوة جديدة مع سيناريو جديد/ في عام 1996 وعند ظهور فريق الخارجيون (The Outsiders) المكون من كيفن ناش وسكوت هال من اتحاد WWF والذين أعلنوا انهم سيدمرون دبليو سي دبليو في سيناريو رائع من تاليف ايرك بيشوف (في الحقيقة كانا من دبليو سي دبليو لكن بيشوف اخترع هذا السيناريو لتأليف سيناريو آخر هو دبليو سي دبليو ضد ان دبليو اوه) حيث ظهرا وتحدى اتحاد دبليو سي يدبليو ولم يتقدم أحد لقبلو التحدي الا ستينغ ولكس لوغر وراندي سافاج.
وقد قال كيفين ناش وسكوت هول أن عضواً ثالثاً سوف ينضم إليهما في المباراة المقررة في ذا غريت أمريكان باش 1996 بين الفريقين وفي يوم المباراة كانت الصاعقة حيث ظهر المصارع الثالث وهو هولك هوغان بثياب جديدة وموسيقى جديدة وأعلنوا تشكليل فريق ان دبليو أوه.
وقد أصبحت بالمباراة خيانة من طرف راندي سافج الذي أعلن انضمامه إلى أن دبليو أوه وقامو بالاطباق على ستينغ ولكس لوغر.
وقيما بعد كبرت عصابة ان دبليو اوه لتضم العديد من المصارعين الاقوياء وقد اخترعوا شخصية ستينغ المزور كي يهزؤو بستينغ الحقيقي الذي كان غائبا عن الحلبات وقتها، ولكن عند رجوع ستينغ إلى الحلبة بحلة جديدة وشخصية جديدة سميت بالرجل الباكي حيث هذه المرة غطى وجهه نهائيا وكان على شكل وجه رجل يبكي.
وقد كان السيناريو دبليو سي دبليو ضد ان دبليو اوه يجري لمصلحة الآن دبليو اوه الذين كانو يستحوذون تقريبا على كل احزمة دبليو سي دبليو وقد تحددت مباراة كبيرة بين ستينغ بشخصيته الجديدة وهولك هوغان في مهرجان StarrCade وقد جرت مباراة كبيرة وكانت الأفضلية لستينغ وكانت مباراة جنونية خصوصاً من قبل الجماهير التي أرادت فوز ستينغ حيث أن هوغان أصبح مكروهاً جداً بقدر ما كان محبوباً من قبل انضمامه لان دبليو أوه وقد جرت مباراة كبيرة بين النجمين استطاع هولك هوغان ان يفوز بالمباراة لكن فجاة يدخل بريت هارت والذي يمنع المسؤول عن دق الجرس ليعلن فوز هوغان وقد طلب بريت هارت أن يحل مكان الحكم الأصلي للمبارة وهذا ما حدث وأعيدت المباراة واستطاع ستينغ الفوز بعد تطبيق قفل العقرب وهي بالأصل حركة لبريت هارت لتعم الفرحة بين الجماهير بفوز ستينغ وخسارة هولك هوغن.
تكوين عصابة NWO Wolfpac /p> فيما بعد في عام 1998 ألف ستينغ عصابة جديدة سماها ب NWO Wolfpac وقد كان هذه خطة أخرى من بيشوف كي يعمل سيناريو قوي مشابه لسيناريو دبليو سي دبليو ضد ان دبليو أوه ولكن هذه المرة ان يعمل nWo Wolfpac ضد دبليو سي دبليو والامر الذي لم يعجب الجماهير لتكرير السيناريو وعدم وجود سيناريوهات جديدة وعدم إعطاء الشباب الفرصة لإظهار قوتهم.
واما ستينغ وبعد تأسيس العصابة انضم له كيفن ناش وكونان الذين كانا من عصابة ان دبليو اوه وحصل هناك سوء تفاهم بين ناش وهوغان مما أدى بالأخير بالخروج من العصابة وتفككها نهائياً، وقد استطاع ستينغ ان يفوز بلقب الفرق المزدوجة وأيضا بحزام الولايات المتحدة.
وفي عام 1999 في مهرجان Heel تغلب على هوغان مرة أخرى وحصل على اللقب للمرة الثانية، واستطاع الدفاع عن لقبه بعد فوزه على صديقه العزيز لكس لوغر.
وفي نفس العام دخل ستينغ عداوة مع مصارع اسمه Vampiro
الأمر الذي استهجنه ستينغ بعد وضعه بعداوة ضعيفة مع مصارع غير مشهور
وفيما بعد تعرض لإصابة مجددا على يد المصارع سكوت ستاينر
ليترك الحلبة مجددا مرة أخرى لكنه عاد بعد فترة ولعب مباراة ضد فلير واستطاع الفوز عليه.
ومن الجدير بالذكر ان ستينغ من المصارعين القلال الذين لم يصارعوا في WWF أو ما يعرف حالياً WWE حيث أنه لم ينتقل إلى دبليو دبليو اف وقت اجتياحها دبليو سي دبليو.

## إلغاء WCW والانتقال لـ WWA
بعد دبليو سي دبليو/ بعد سقوط دبليو سي دبليو وشرائه من قبل فينس ماكمان المالك لاتحاد دبليو اف ودمجه وإنتاج سيناريو الاتحاد ضد الدبليو اف أي اتحاد WCW وECW ضد WWF.
والذي لاقى نجاحا كبيرا ستينغ لم ينتقل مع من انتقلو إلى دبليو دبليو أي انما انضم إلى اتحاد اسمه World Wrestling Allstars
وقد استطاع الفوز بحزام World Heavyweight Title بعد فوزه على جيف جاريت بشهر مارس عام 2003.

## الانتقال لـTNA (من 2003 حتى 2013)
وفي شهر يونيو من عام 2003 انضم ستينغ إلى اتحاد تي ان ايه ولعب مباراة مع جيف جارت ضد A.J. Styles و Syxx Pac وبعد ذلك كان ظهوره قليلا في تي ان ايه واخر مرة ظهر كانت في مباراة المرشح الأول للفوز بلقب العالم في تي ان ايه.
ومع مطلع عام 2004 بدأ ستينغ بالظهور كثيراً في العروض واشتهر بالمباريات الدموية ضد مصارعين أمثال أبيس وريفن وساموا جو وأشهر مباراة له
في عام 2004 كانت ضد أبيس على لقب NWA للوزن الثقيل واستطاع ستينغ الفوز بعد مباراة تسببت بلأصابات للطرفين ستينغ وابيس وفي نفس العام
عرضت عليه WWE عرض بقيمة 3 ملايين دولار للأنظمام إليهم والدخول بعد ذلك قاعة المشاهير. 

في منتصف 2005 دخل ستينغ عداوه مع ابيس من جديد ولعبا مباريات لا تنسى من بينها مباراة التابوت التي انتهت بفوز ستينغ وعين بطل NWA TNA World Heaviweight للمرة الثالثة ضد أبيس وفي تاريخ ستينغ واستمرت العداوة حتى عام 2007 وانتهت بدخول أبيس عداوة مع ريفن.
و في 2008 انضم ستينغ إلى عصابة ماين ايفنت مافيا التي أسسها كيرت أنغل وتعتبر هذه العصابة من العصابات الأسطورية حيث أنها شكلت تاريخ TNA واوصلته الي ماهو عليه. 

وفي مهرجان التضحية (Sacrifice) في مايو 2009 حيث أقيمت مباراة بين ستينغ وكيرت أنغل وجيف جاريت وبطل العالم للوزن الثقيل ميك فولي حيث أن كل مصارع من هؤلاء الأربعة سيقوم بالتضحية في حال تم تثبيته أو إخضاعه فميك فولي سيخسر لقب العالم للوزن الثقيل وجيف حاريت سيخسر ملكيته للشركة وكيرت أنغل سيخسر منصبه كقائد لماين ايفنت مافيا، أما ستينغ فقرر أنه إذا تم تثبيته فسيعتزل المصارعة الحرة إلى الأبد. وانتهت المباراة بفوز ستينغ بعد تثبيته لكيرت أنغل وبذلك يصبح القائد أو «العراب» الجديد لماين ايفنت مافيا.
وفي بداية عام 2011 تعرض ستينغ لاصابه ليعود في مهرجان فيكتوري رود 2011 ويفوز على جيف هاردي ويصبح بطل العالم للوزن الثقيل للمرة الثالثة.
ودخل بعد ذلك عداوه مع مستر اندرسون أحدث ستينغ نقله ناجحه في تاريخه حيث أصبح أول مصارع يمثل شخصية الخفاش وبعدها شخصية الجوكر ويعد ستينغ
من أفضل المصارعين والقلائل التي تنجح دائماً شخصياتهم.
في منتصف عام 2011 فاز ستينغ على مستر اندرسون واستعاد لقبه ليخسره مره أخرى ضد كيرت أنغل في مهرجان هاردكور جستس وليعيد المباراة في مهرجان
نو سريندر ويخسره ايظاً بسبب تدخل هولك هوغان.

وفي العرض الذي يليه لعب ستينغ مباراة ضد ريك فلاير انتهت بفوز ستينغ وتحدد مباراة بينه وبين هولك هوغان في باوند فور غلوري وتنتهي المباراة
بفوز ستينغ بعد تطبيق حركة سكوربيون ديث لوك واخضاع هوغان.

## الانتقال لـWWE (من 2014 حتى 2020)
تم توقيع عقد مع شركة WWE ليصبح بذلك ستينغ مصارع في اللعبة القادمة WWE2K15
من شركة 2K الرائدة في صناعة اللالعاب الفيديو..
سيريافر سيريز 2014 : سجّل الايقونة ستينغ حضوره الأول في حلبات WWE بعدما تدخل في المباراة الكبيرة بين فريق جون سينا ضد فريق السلطة حيث تدخل بعدما حاول تربل اتش مساعدة فوز فريق السلطة لكي لايطرد هو وزوجته ستيفاني مكمان الا انه تفاجأ بموسيقى ستينغ ومن ثم حاول تربل اتش الاعتداء على ستينغ الا انه أصبح الضحية الأولى لـ ايقونة المصارع ستينغ بعدما نفذ الايقونة ستينغ عليه حركته القاضية وساعد فريق جون سينا على الفوز وطرد السلطة بشكل رسمي، وفي يناير 2015 أيضاً تدخل في مباراة بين جون سينا وسيث رولينز، بيج شو، كين لأرجاع أصدقاء جون سينا رايباك وايريك روان ودولڤ زيجلر وجعل جون سينا يفوز وهذا جعل تربل اتش يغضب ويحدد مباراة له مع الأيقونة ستينج في فاست لاين في تاريخ 24/2/2015 وفي تاريخ 16/3/2015 هجمت السلطة على راندي اورتن وتفاجؤا بوجود ستينغ وسط الحلبة وقام بمساعدة راندي أورتن ونفذ ضربته القاضية على جيمي نوبل وأيضا في عرض الرو قبل الرسلمينيا 31 افتتح ستينغ عرض الرو ودخلت ستيفاني وحاولت ضرب ستينغ لكنه مسك يدها مما سبب دخول زوجها تربل اتش وحاول الدخول بالمطرقة الثقيلة لكن تفاجئ بوجود عصى البيسبول مع ستينغ مما دفعه على الخروج دون قتال وفي الرسلمينيا 31 جاء نزال الأساطير ومواجهة الأحلام بين الأيقونة ستينغ و”اللعبة” تريبل إتش في الترتيب الثالث من العرض الرئيسي بهرجان الرسلمانيا 31 التاريخي، وقد تم الإعلان عن أن النزال سيكون بقوانين “بدون إقصاء” بعد $og, رائعة أثرتها فرقة موسيقية يابانية للأيقونة ستينغ وأخرى على طريقة أفلام “Torminator” لتريبل إتش بدأ نزال العملاقة بتوازن بين الطرفين وتبادل لمحاولات السيطرة صحبة تفاعل كبير من الجماهير، تمكن بعدها تريبل إتش من السيطرة على خصمه وتمكن من تسديد بعض اللكمات القوية عليه لكن ستينغ وقف بسرعة كأنه لم يتأثر بكل ماحدث وحاول وضع هنتر في حركة الإخضاع الخاصة به تمكن تريبل إتش من الخروج من الوضعية الصعبة والعودة للسيطرة على النزال بسرعة وحافظ على ذلك بالرغم من محاولات ستينغ المتعددة للعودة في النزال واصل تريبل سيطرته على النزال لكن ستينغ نجح في العودة وتسديد ضربات قوية على خصمه، وكانت بعد ذلك المفاجأة الكبيرة عندما خرج أعضاء فريق دي أكس إكس بوك وبيلي غان ورود دوغ لمساعدة تريبل إتش لكن ستينغ نجح في صدهم وأعاد السيطرة على تريبل إتش ليخرج بعدها ثلاثي فريق NWO التاريخي سكوت هال وكيفين ناش وهولك هوغان للهجوم على دي أكس ومساعدة ستينغ وتمكن بالفعل ستينغ من وضع تريبل إتش في حركة الإخضاع الخاصة به لكن شون مايكلز تدخل فجأة في النزال وركل ستينغ في وجهه ليحاول بعد ذلك تريبل إتش تثبيت خصم لكن ستينغ استفاق في آخر لحظة أمسك تريبل إتش بمطرقته الخاصة وإستعد للهجوم على ستينغ لكن سكوت هال ساعد الأخير بإعطائه مضربه الخاص، وتبادل بعدها الثنائي الضربات وتمكن ستينغ من كسر مطرقة تريبل إتش لكن الأخير عاد بسرعة في النزال وضرب ستينغ برأس المطرقة وتمكن تثبيته بعد ذلك ليحصد تريبل إتش الفوز ويتكبد ستينغ الخسارة في أول نزال له مع اتحاد WWE

## الحركات
- الحرکات القاضية
  - اسقاط العقرب القاتل (Scorpion Death Drop)
  - اخضاع العقرب القاتل (Scorpion Death lock)
- حرکات مهمه 
  - انقضاض ستينغر (Stinger Splash)
  - ركلة اسقاطية (Dropkick)
  - قنبلة القوة (Powerbomb)

## الانجازات

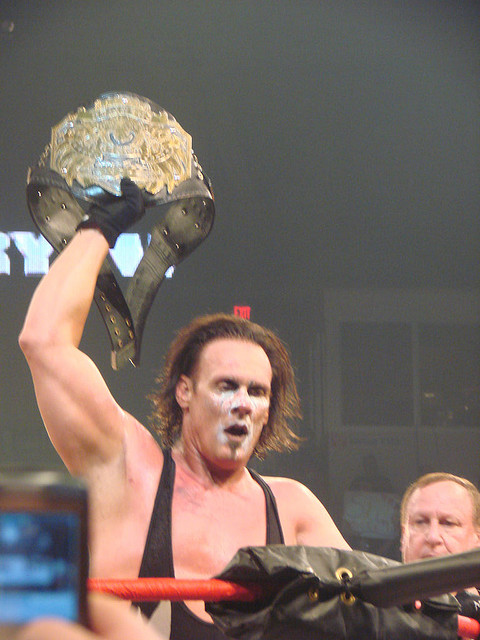
Sting with the بطولة العالم إمباكت belt

- منظمات جيم كروكيت / بطولة العالم للمصارعة
  - بطولة الوزن الثقيل العالمية إن دبليو إيه (1 time  [لغات أخرى]‏)1[1]
  - بطولة دبليو سي دبليو للتلفاز العالمي (1 time  [لغات أخرى]‏)[2]
  - WCW International World Heavyweight Championship (2 times  [لغات أخرى]‏)[3]
  - بطولة دبليو دبليو إي الولايات المتحدة (2 times  [لغات أخرى]‏)[4]
  - بطولة العالم للوزن الثقيل (6 times  [لغات أخرى]‏)[5]
  - WCW World Tag Team Championship (3 times  [لغات أخرى]‏)[6] – with ليكس لوغر (1), بيغ شو (1), and ديزل (1)
  - Battlebowl Battle Royal (1991)  [لغات أخرى]‏[7]
  - European Cup (2000)[8]
  - Iron Man Tournament (1989)  [لغات أخرى]‏
  - Jim Crockett, Sr. Memorial Cup  [لغات أخرى]‏ (1988) – with ليكس لوغر
  - King of Cable Tournament (1992)  [لغات أخرى]‏[9]
  - Third WCW Triple Crown Champion  [لغات أخرى]‏
- Pro Wrestling Illustrated
  - PWI Comeback of the Year (2006, 2011)[10][11]
  - PWI Match of the Year(1991)[12] with Lex Luger vs. the Steiner Brothers  [لغات أخرى]‏ at SuperBrawl
  - PWI Most Improved Wrestler of the Year (1988)[13]
  - PWI Most Inspirational Wrestler of the Year (1990)[14]
  - PWI Most Popular Wrestler of the Year (1991, 1992, 1994, 1997)[15]
  - PWI Wrestler of the Year (1990)[16]
  - PWI ranked him #1 of the top 500 singles wrestlers in the PWI 500 in 1992[17]
  - PWI ranked him #15 of the top 500 singles wrestlers of the "PWI Years" in 2003[18]
  - PWI ranked him #52 of the Top 100 Tag Teams of the "PWI Years" with Lex Luger in 2003[19]
- توتال نون ستوب أكشن ريسلنغ
  - بطولة الوزن الثقيل العالمية إن دبليو إيه (1 time  [لغات أخرى]‏)2[1]
  - بطولة العالم إمباكت (قائمة ابطال العالم التي ان ايه للوزن الثقيل)[20]
  - TNA World Tag Team Championship (1 time  [لغات أخرى]‏)[21] – with كيرت أنغل
  - Inspirational Superstar of the Year (2007)[22]
  - TNA Match of the Year (2007) vs. Kurt Angle at Bound for Glory  [لغات أخرى]‏, October 14, 2007[22]
  - TNA Match of the Year (2009) vs. إيه جيه ستايلز at Bound for Glory  [لغات أخرى]‏, October 18, 2009[23]
  - قاعة مشاهير أتحاد توتال نون ستوب أكشن ريسلينغ (Class of 2012)[24]
- Universal Wrestling Federation  [لغات أخرى]‏
  - UWF World Tag Team Championship (3 times)[25] – with إدي غيلبرت  [لغات أخرى]‏ (2) and ريك ستاينر (1)
- World Wrestling All-Stars
  - دبليو دبليو أي (دبليو دبليو أي)[26]
- Wrestling Observer Newsletter awards  [لغات أخرى]‏
  - Best Babyface  [لغات أخرى]‏ (1992)
  - ديف ملتزر (1991) with بريان بيلمان، ريك ستاينر، and سكوت ستاينر vs. ريك فلير، Larry Zbyszko، باري ويندهام، and سايكو سيد (February 24, مباراة ألعاب الحرب [الإنجليزية], WrestleWar)
  - ديف ملتزر (1992) with Nikita Koloff، ريكي ستيمبوت، باري ويندهام، & غولدست vs. أرن أندرسون، ريك رود، ستون كولد ستيف أوستن، بوبي إيتون، & Larry Zbyszko (May 17, مباراة ألعاب الحرب [الإنجليزية], WrestleWar)
  - Match of the Year  [لغات أخرى]‏ (1988) vs. ريك فلير at كلاش أوف ذا تشامبينس
  - Most Charismatic  [لغات أخرى]‏ (1988, 1992)
  - Most Improved  [لغات أخرى]‏ (1988)
  - Worst Worked Match of the Year  [لغات أخرى]‏ (1995) vs. Tony Palmore at Battle 7  [لغات أخرى]‏
  - Worst Worked Match of the Year  [لغات أخرى]‏ (2011) vs. جيف هاردي at Victory Road  [لغات أخرى]‏[27]

1Won while the NWA World Heavyweight Title was defended in World Championship Wrestling when WCW was part of the National Wrestling Alliance. The same goes for any other NWA championship or honor won after November 1988.

2Won while TNA obtained the sole rights to use the NWA World Heavyweight Championship through an agreement with the NWA.

## وصلات خارجية
- ستينغ على موقع دبليو دبليو إي (الإنجليزية)
- ستينغ على موقع WrestlingData.com (الإنجليزية)
- ستينغ على موقع CageMatch worker (الإنجليزية)
- ستينغ على موقع قاعدة بيانات المصارعة على الإنترنت (الإنجليزية)
- ستينغ على موقع عالم المصارعة على الإنترنت (الإنجليزية)
- ستينغ على موقع عالم المصارعة على الإنترنت (الإنجليزية)

- صفحة Sting على دبليو دبليو إي.كوم
- ستينغ على موقع IMDb (الإنجليزية)
- ستينغ على موقع ألو سيني (الفرنسية)
- ستينغ على موقع قاعدة بيانات الفيلم (الإنجليزية)
- ستينغ على موقع كينوبويسك (الروسية)